# هيو إتش بريكينريدغ
هيو إتش بريكينريدغ (بالإنجليزية: Hugh Henry Breckenridge)‏ هو رسام أمريكي، ولد في 6 أكتوبر 1870 في ليسبورغ في الولايات المتحدة، وتوفي في 4 نوفمبر 1937 في فيلادلفيا في الولايات المتحدة.

## معرض صور

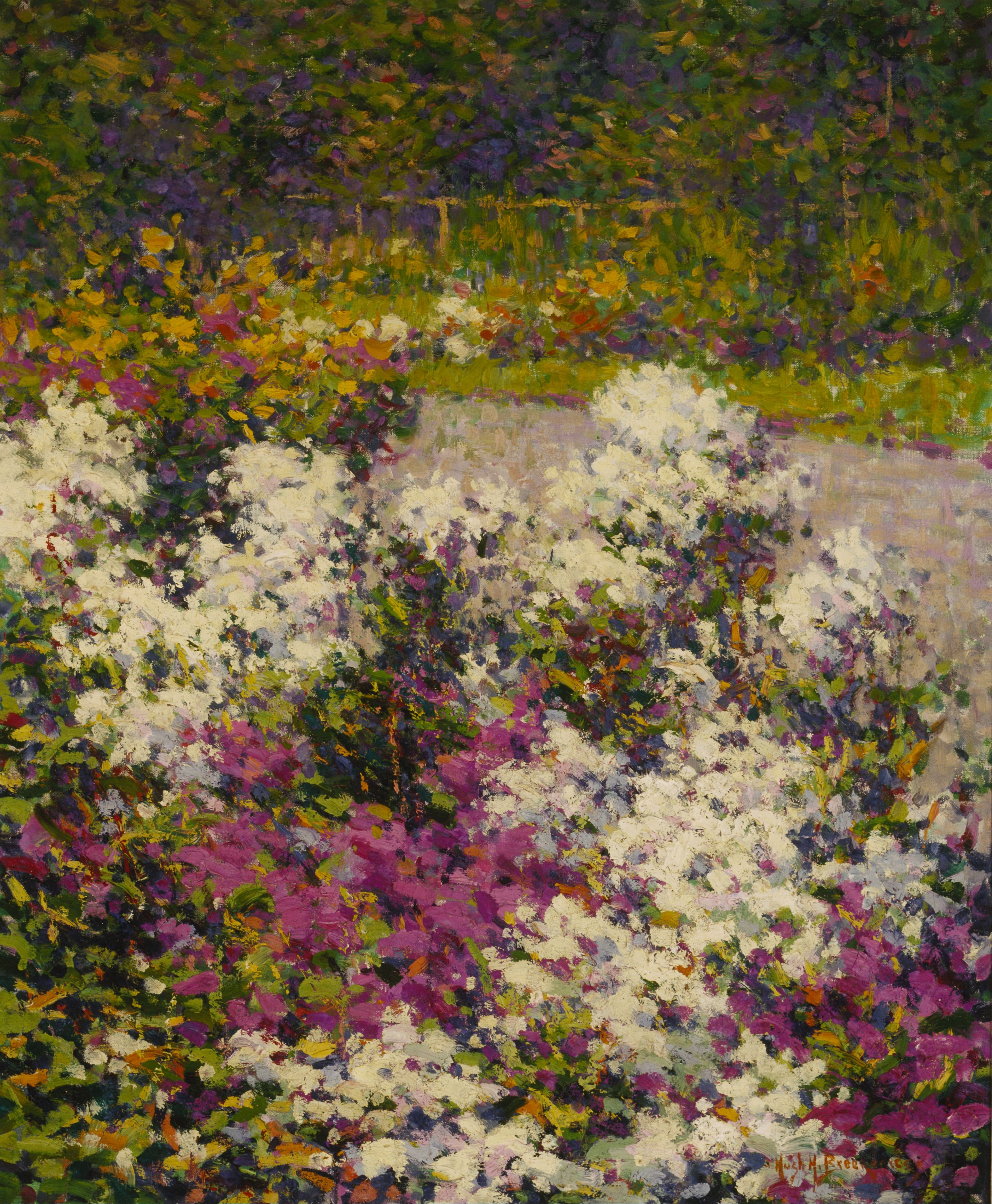
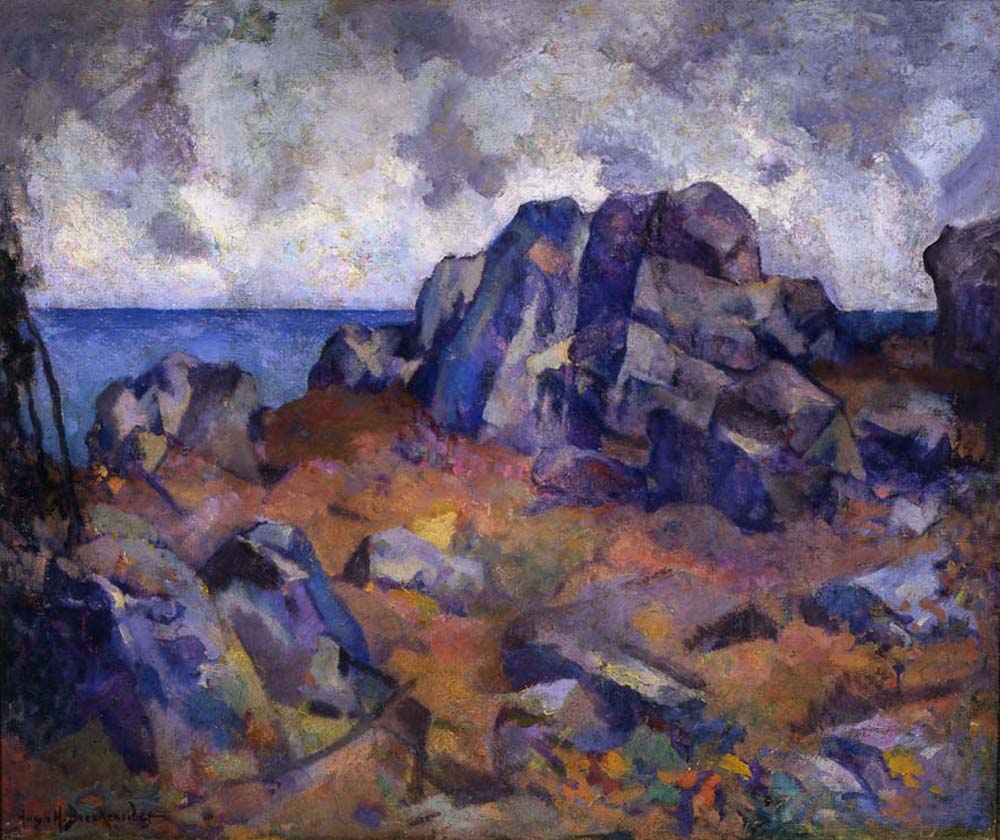
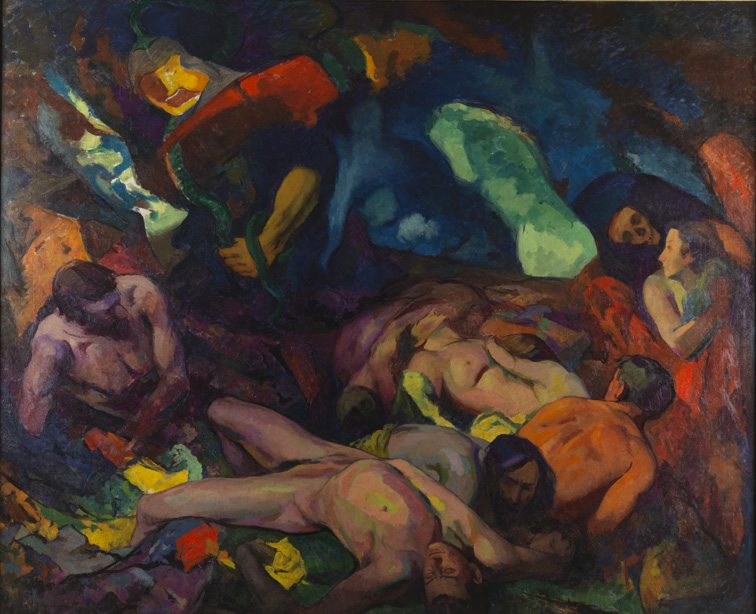